# MDAC
MDAC (англ. Microsoft Data Access Components) — сукупність технологій компанії Microsoft, що дозволяють отримати уніфікований спосіб доступу до даних із різних реляційних та нереляційних джерел. Термін MDAC є загальним позначенням для всіх розроблених компанією Microsoft технологій, пов'язаних із базами даних.

## Компоненти MDAC
До складу MDAC входять:
- ActiveX Data Objects (ADO) — об'єкти ActiveX для доступу до даних через постачальників OLE DB[en]. ADO забезпечує високорівневу модель програмування, але трохи нижчу продуктивність, порівняно з прямим зверненням до OLE DB й ODBC. Може використовуватися у скриптових мовах.
- ADO Multi-Dimensional — призначений для роботи з багатовимірними постачальниками даних, як-от Microsoft OLAP Provider (Microsoft Analyses Services Provider).
- ADO Extensions for DDL and Security (ADOX) — розширення ADO, що забезпечує можливість створення та зміни баз даних, таблиць, індексів і процедур, що зберігаються, та може використовуватися з будь-якими постачальниками даних.
- OLE DB — набір COM-інтерфейсів, що дозволяє звертатися до даних, які зберігаються в різних джерелах, як-от база даних, файлові системи, служби каталогів, документи.
- Microsoft OLE DB Provider for SQL Server (SQLOLEDB) — OLE DB постачальники даних для сервера MS SQL.
- Open Database Connectivity (ODBC) — інтерфейс доступу до різних СКБД, що дозволяє звертатися тільки до реляційних даних.
- Microsoft SQL Server ODBC Driver (SQLODBC) — драйвер ODBC для доступу до сервера MS SQL.
- Microsoft SQL Server Network Libraries — дозволяє постачальникам OLE DB і драйверами ODBC звертатися до сервера MS SQL за протоколом TCP/IP та через іменовані канали. Протоколи Banyan VINES[en], AppleTalk, ServerNet[en], IPX/SPX і Giganet вважаються застарілими і в майбутньому можуть бути виключені з бібліотеки.

З майбутніх версій MDAC можуть бути видалені такі компоненти:
- Microsoft Jet — рушій бази даних Microsoft Access, а також відповідний постачальник OLE DB — Microsoft Jet OLE DB Provider та драйвер ODBC — ODBC Desktop Database Drivers.
- Microsoft OLE DB Provider for ODBC (MSDASQL) — забезпечує доступ клієнтів ADO до бази даних через драйвери ODBC.
- Microsoft OLE DB Provider for Data Shaping (MSDADS) — дає можливість створювати ієрархічні зв'язки між ключами, полями та рядками. MSDADS рекомендується замінювати на XML.
- Microsoft Oracle ODBC Driver — ODBC драйвер для доступу до сервера Oracle.
- SQL XML — дозволяє клієнтам робити запити до сервера MS SQL через XML.

Застарілі компоненти:
- DB-Library — програмний інтерфейс для доступу до сервера MS SQL.
- Embedded SQL (E-SQL) — розширення Visual C[уточнити] для вбудовування в код команд Transact-SQL.
- Data Access Objects (DAO) — програмний інтерфейс для доступу до бази даних Jet (Access).
- Remote Data Services (RDS) — приватний механізм Microsoft для доступу до об'єктів ADO Recordset через інтернет або інтранет.